# Павле Штуле
Павле Штуле (? – 1839) био је старешина црногорске кнежине.

## Биографија
Павле Штуле је на чело црногорске кнежине дошао након одласка Јована Демира са истог места.
У периоду Првог српског устанка био је на страни кнеза Милоша Обреновића – био је један од његових момака. Године 1807. истакао се при освајању тврђаве у Ужицу, као и у шанчевима на Равњу и Засавици. 
Почев од 1830. године био је капетан, да би касније постао и пуковник. Феликс Каниц је навео да је кнез Милош током Боја на Љубићу послао „војводе Мићића, Лукића и Штулу са 300 људи да у заседи сачекају Кара-Мустафу, који је са 1000 коњаника био упућен у Драгачево”. Са друге стране, редактори српског издања ове Каницове публикације сматрају да они нису имали звање војвода.
Имао је сина Илију Штуловића.